# حبيل واتر (المسيمير)

تعديل مصدري - تعديل

حبيل واتر هي إحدى قرى عزلة المسيمير بمديرية المسيمير التابعة لمحافظة لحج، بلغ تعداد سكانها 63 نسمة حسب تعداد اليمن لعام 2004.